# غيرغو ماتي
غيرغو ماتي (بالمجرية: Máté Gergő)‏ هو لاعب كرة قدم مجري في مركز الهجوم، ولد في 13 يوليو 1990 في كيكسكيميت في المجر. لعب مع نادي كيكسكيميت.